# 国家地方警察秋田県本部

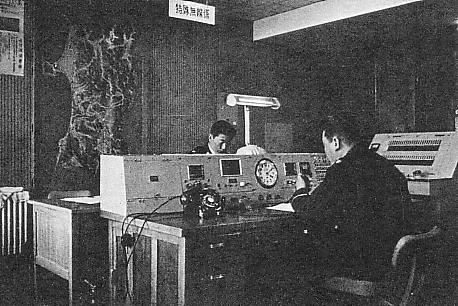
国警秋田県本部の管制室

国家地方警察秋田県本部（こっかちほうけいさつあきたけんほんぶ）は、旧警察法時代に存在した秋田県の都道府県国家地方警察で、自治体警察を設けない地域を管轄区域とする。また国家地方警察仙台警察管区本部の行政管理を受ける。
1954年（昭和29年）の新警察法の公布により廃止され、新たに都道府県警察として秋田県警察本部が発足した。

## 組織
1948年（昭和23年）3月7日時点
- 総務部
  - 秘書調査課、会計課
- 警務部 　 
  - 人事装備課、教養課
- 刑事部 　 
  - 捜査課、鑑識課、防犯統計課
- 警備部 　 
  - 警備課、交通課、通信課
- 警察学校

## 地区警察署
1948年（昭和23年）3月7日時点
- 北鹿地区警察署（大館町）
- 山本地区警察署（能代市）
- 南秋地区警察署（秋田市土崎港）
- 河辺地区警察署（秋田市）
- 由利地区警察署（本荘町）
- 仙北地区警察署（大曲町）
- 平鹿地区警察署（横手町）
- 雄勝地区警察署（湯澤町）

## 県内の自治体警察
1948年（昭和23年）3月7日時点
- 秋田市警察
- 大館町警察
- 花輪町警察
- 小坂町警察
- 尾去沢町警察
- 大湯町警察
- 花岡町警察
- 鷹巣町警察
- 扇田町警察
- 米内沢町警察
- 阿仁合町警察
- 能代市警察
- 二ツ井町荷上場村組合警察
- 五城目町警察
- 昭和町警察
- 船川港町警察
- 北浦町警察
- 本荘町警察
- 矢島町警察
- 平沢町警察
- 金浦町警察
- 象潟町警察
- 大曲町警察
- 神宮寺町警察
- 六郷町警察
- 長野町警察
- 角館町警察
- 横手町警察
- 沼館町警察
- 浅舞町警察
- 湯澤町警察
- 西馬音内町警察
- 増田町警察
- 十文字町警察